# Léon Papin Dupont
 (août 2024).
Si vous disposez d'ouvrages ou d'articles de référence ou si vous connaissez des sites web de qualité traitant du thème abordé ici, merci de compléter l'article en donnant les références utiles à sa vérifiabilité et en les liant à la section « Notes et références ».
Léon Papin-Dupont, né le 24 janvier 1797 au Lamentin et mort le 18 mars 1876 à Tours, est un ardent défenseur du culte catholique du XIXe siècle, surnommé « l'apôtre de la Sainte Face de Jésus » et « le saint homme de Tours ». Il est reconnu vénérable par saint Jean-Paul II le 21 mars 1983.

## Biographie
Originaire d'une famille bretonne, Léon Papin-Dupont (qui se fait couramment et modestement appeler M. Dupont) naît le 24 janvier 1797 à la Martinique de Jean Papin l'Épine du Pont et de Philippine Gaigneron Jollimon de Marolles. Il suit ses études secondaires au collège de Pontlevoy et épouse le 9 mai 1827 aux Trois-Îlets Caroline d'Audiffredy (1802-1833). De cette union, le 4 octobre 1832, naît une fille : Marie-Caroline-Henriette. Mais le 1er août 1833, l'épouse de Léon décède, probablement d'une tuberculose. Comme la santé d'Henriette donne des inquiétudes, il est conseillé au veuf de retourner en France, là où le climat serait plus favorable. Il devient conseiller au Conseil de Martinique. En 1834, après la mort de son épouse et de sa fille, Léon démissionne de sa charge et quitte son île natale en emmenant également avec lui sa mère et trois serviteurs : Adée et Adèle des mulâtresses, et Alfred, un homme noir, pour s'installer à Tours. Ses serviteurs créoles se considèrent comme de sa famille et Adèle assistera Monsieur Dupont jusque dans son agonie.

À Tours, il commence à mener une vie sainte. Il fait partie des conférences de saint Vincent de Paul, et favorise l'arrivée des Petites Sœurs des pauvres à Tours après avoir rencontré Jeanne Jugan. Il lui tient cœur de diffuser diverses dévotions catholiques, telles que la dévotion à la Sainte Face de Jésus et l'adoration eucharistique nocturne. Léon Papin écrit aussi plusieurs prières sur le Chemin de Croix.

### Adoration de la Sainte Face et archiconfrérie
Léon Papin-Dupont entend parler des visions de Jésus-Christ et de la Vierge Marie par la religieuse Carmélite sœur Marie de Saint-Pierre et de la Sainte Famille témoignant de la volonté d'initier une dévotion à l'image de la Sainte Face. Le mercredi saint de 1851, la prieure du Carmel lui offre deux fac-similés de la sainte Face de Véronique, l'un qu'il décide de donner à sa fondation de l'adoration nocturne et l'autre qu'il installe dans son salon en y adjoignant une lampe à huile comme marque de vénération et de sacrement. Trois jours plus tard, le samedi saint, l'huile produit la guérison d'une malade. Très vite la nouvelle se diffuse et le domicile de Léon Papin-Dupont devient un centre spirituel de prières et de grâces. Des centaines de personnes viennent par semaine se recueillir et solliciter une providence, et de nombreux flacons d'huile sont envoyés à travers le monde pour soulager les malades. 
Après sa mort, en 1884, l’archevêque de Tours, monseigneur Colet, décide d'ériger canoniquement le salon comme l'oratoire de la Confrérie réparatrice des blasphèmes, des imprécations et de la profanation des dimanches et des fêtes. qui, dès l’année suivante, est élevée au rang d’archiconfrérie par le pape Léon XIII (1er octobre 1885).
Tous les membres de la famille Martin d’Alençon (puis de Lisieux) étaient membres de l’Archiconfrérie de la Sainte Face, et l’on sait à quel point ce culte tenait une place de tout premier ordre dans la vie religieuse de Sainte Thérèse de l’Enfant-Jésus et de la Sainte-Face. 
Aujourd'hui, l’archiconfrérie tient lieu de lien spirituel pour tous les adorateurs de la Sainte Face et l'oratoire est devenu un sanctuaire officiel du diocèse de Tours. Des visites privés sont possibles et des pèlerinages ont lieu régulièrement. En 2007, l’archevêque de Tours, Bernard Aubertin a confié aux frères dominicains la charge pastorale de l’oratoire avec la promotion de l’œuvre de réparation.

### Dévotion à saint Martin

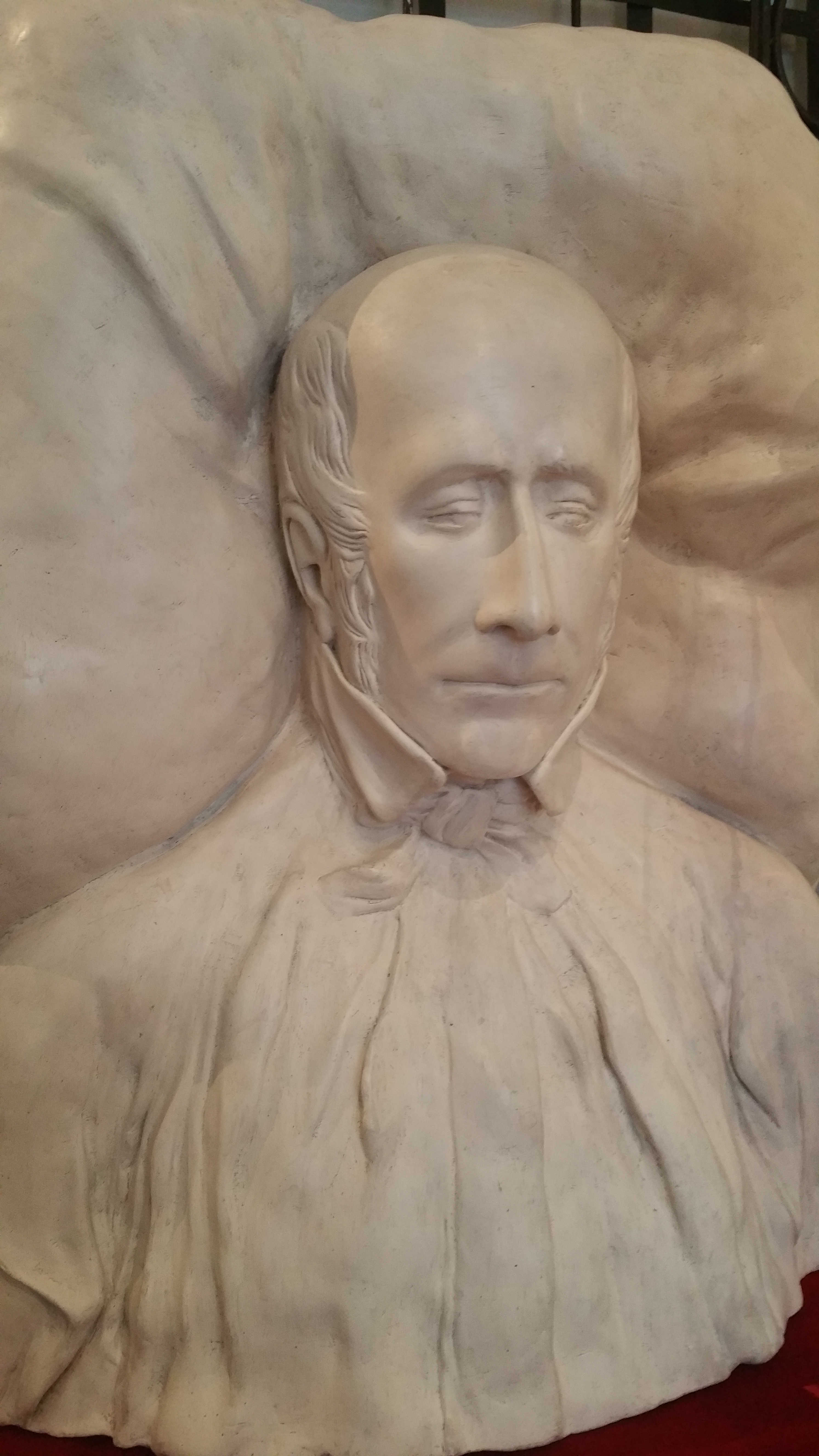
Buste de Léon Papin-Dupont.

En même temps, il se consacre à des œuvres de charité. Il est aussi rempli d'une grande dévotion à saint Martin, ancien évêque de Tours. Il crée le « Vestiaire de saint Martin » pour distribuer des vêtements aux pauvres, comme saint Martin l'avait fait autrefois en tant que légionnaire à un pauvre.
Puis il demande la permission au pape de reconstruire une basilique en l'honneur de saint Martin, sur le lieu de l'église qui lui était consacrée, mais qui avait été détruite. Avec l'accord de monseigneur Guibert, et aidé de Stanislas Ratel et Pèdre Moisant, Léon fait des recherches archéologiques pour redécouvrir les reliques du saint évêque de Tours du IVe siècle. Ainsi, dans la nuit du 14 décembre 1860, on retrouve enfin, dans une cave murée, les reliques de saint Martin. La joie est à son comble dans le cœur de Léon Dupont car cela permet de renforcer le culte martinien et de favoriser son projet de basilique.   
Léon meurt à Tours le 18 mars 1876. De son vivant, il est surnommé le « saint homme de Tours ». Les travaux du nouveau sanctuaire-basilique commencent en 1886, mais l'édifice n'est terminé qu'en 1902, puis consacré en 1925 par le cardinal archevêque de Lyon. Il est déclaré vénérable par le Saint-Siège sous le pontificat du pape Pie XII.

## Pour approfondir